# کوندیل بیرونی درشت‌نی
لقمهٔ بیرونی درشت‌نی یا کوندیل خارجی تیبیا (به انگلیسی: Lateral Condyle of Tibia)، بخش خارجی قسمت فوقانی درشت‌نی است.
این لقمه به عنوان محل درج ماهیچه دوسر رانی (با کمی لغزش) عمل می‌کند. عمده زردپی (تاندون) ماهیچه دوسر رانی روی نازک‌نی متصل می‌شود.

## تصاویر بیشتر

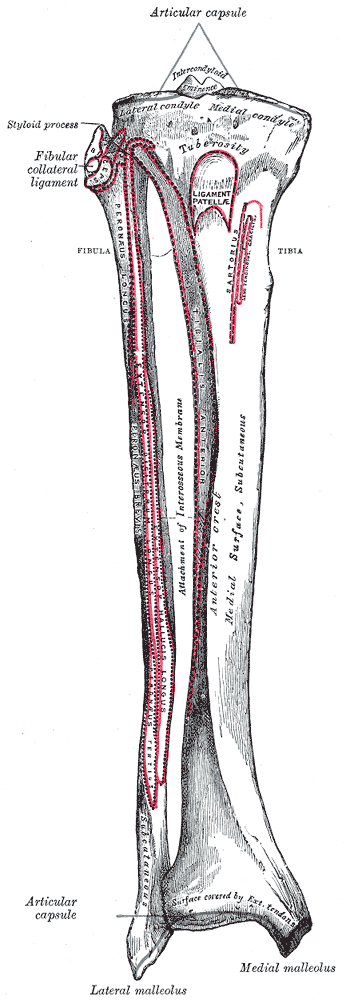
استخوان‌های پای راست. سطح قدامی.
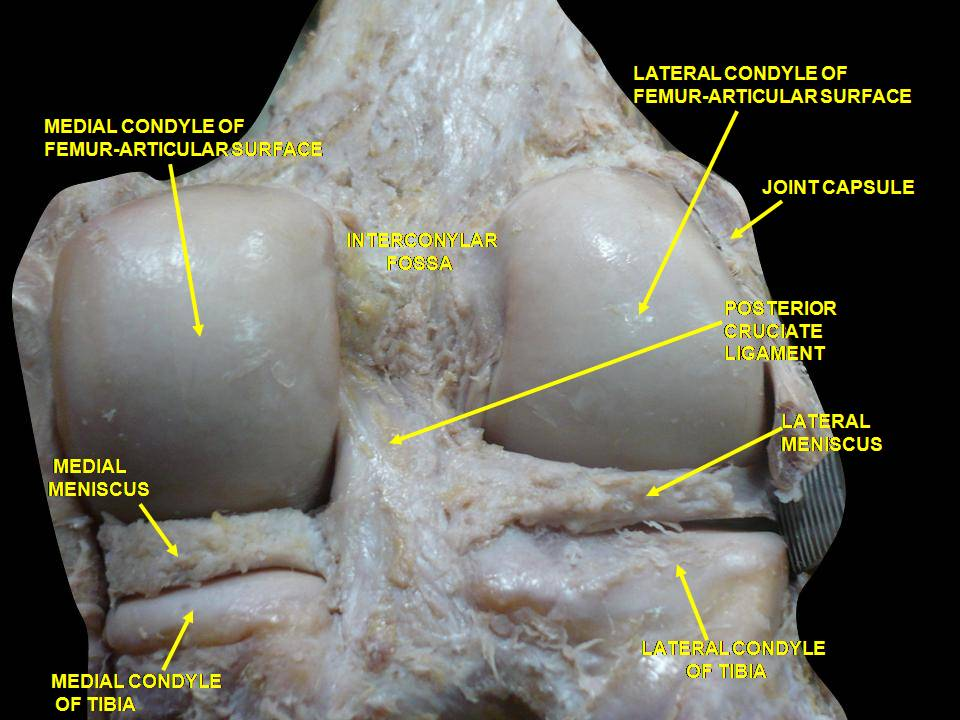
زانوی راست در حالت اکستنشن. تشریح عمیق. نمای خلفی.
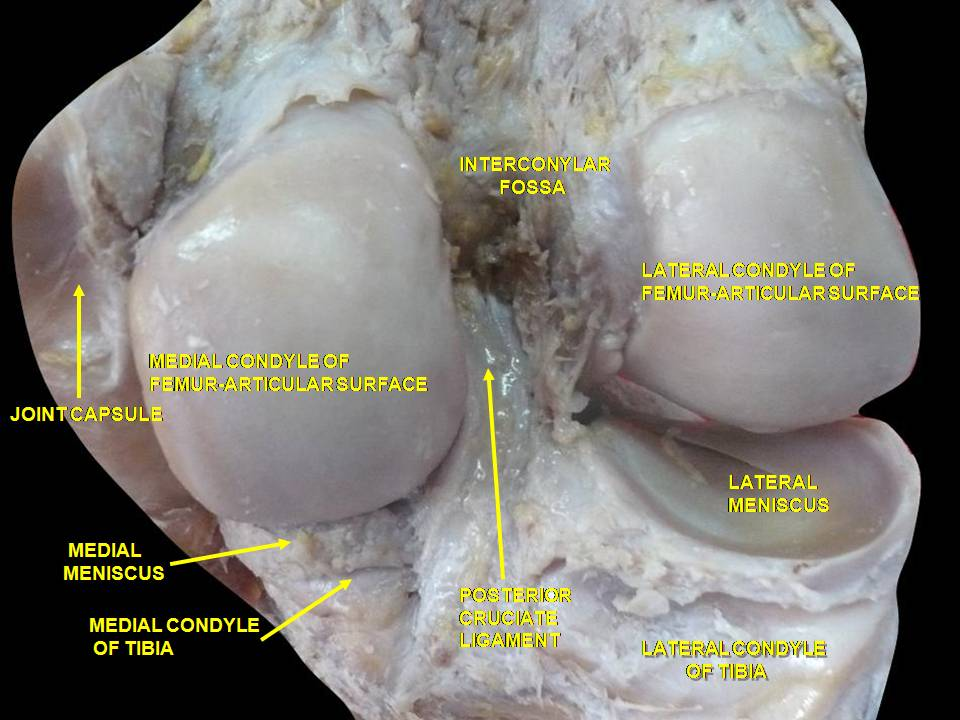
زانوی راست در حالت اکستنشن. تشریح عمیق. نمای خلفی.